# Wat Muang

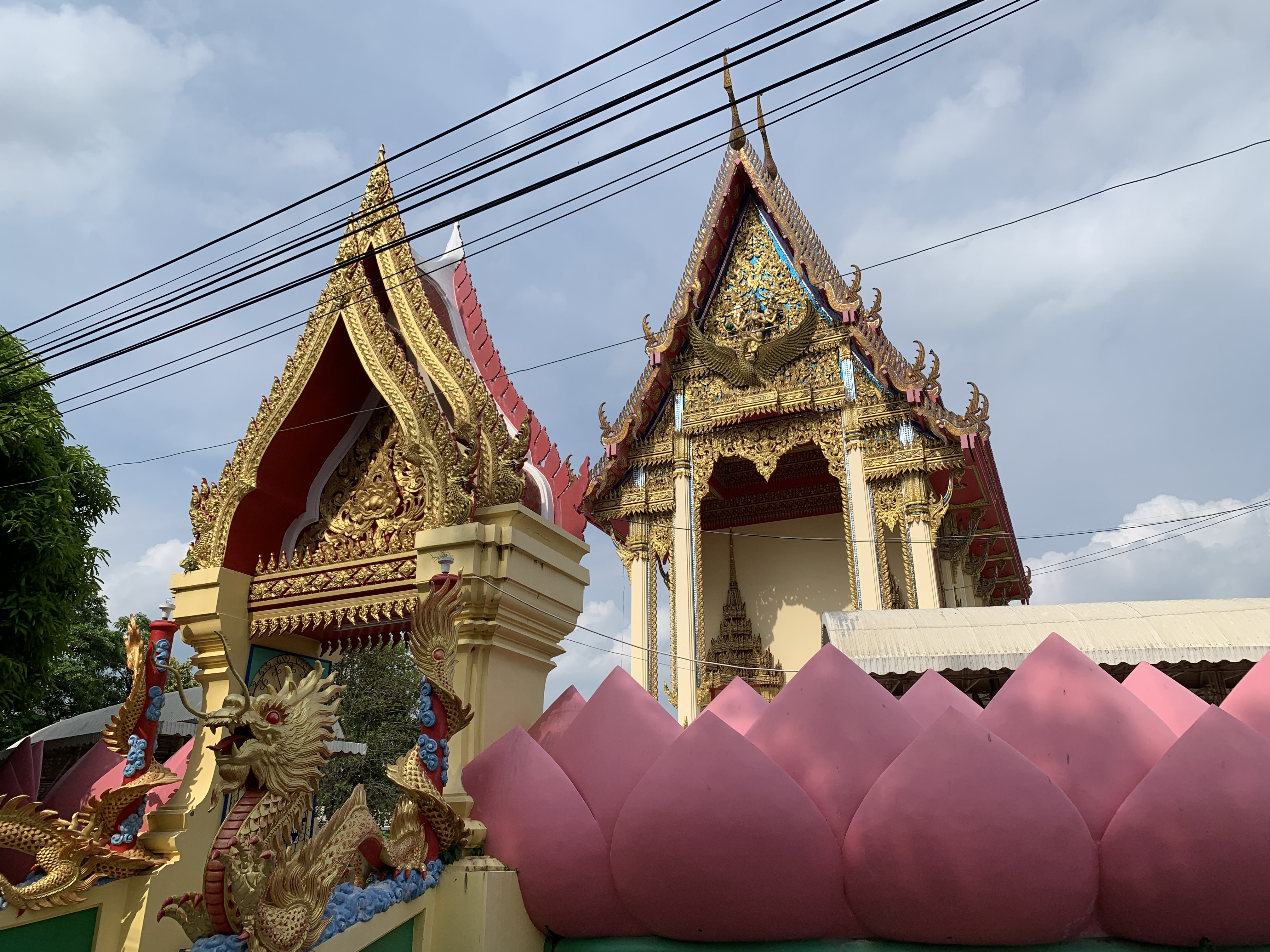
Ubosot des Wat Muang

Wat Muang  (Thai: วัดม่วง) ist ein buddhistischer Tempel (Wat) in der Provinz Ang Thong in Zentralthailand.

## Lage
Wat Muang liegt inmitten von Reisfeldern im Osten des Landkreises (Amphoe) Amphoe Wiset Chai Chan, etwa 10 km westlich der Provinzhauptstadt Ang Thong.

## Geschichte
Wat Muang wurde während der Ayutthaya-Periode – ungefähr im Jahr 1690 – in der Mueang Wiset Chan (เมืองวิเศษชาญ) gegründet. Mueang Wiset Chan war eine blühende Stadt, bis im Jahr 1767 die Hauptstadt Ayutthaya, die umliegenden Städte und Tempel im Siamesisch-Birmanischen Krieg 1764–1769 von den Burmesen zerstört wurde.
Am 8. Dezember 1982 entdeckte der Mönch Luang Pho Kasem (หลวงพ่อเกษม, auch bekannt als Ajahn Suko, อาจารย์สุโก) die seit über 200 Jahren vernachlässigten Ruinen des Tempels. Er beschloss, an dieser Stelle einen neuen Tempel zu errichten. Die Bauarbeiten begannen im folgenden Jahr. Am 24. Oktober 1984 wurde Luang Pho Kasem zum Abt des neuen Tempels Wat Muang ernannt, am 12. September 1986 wurde Wat Muang von König Bhumibol eingeweiht.
Luang Pho Kasem verstarb am 7. März 2001.

## Sehenswürdigkeiten

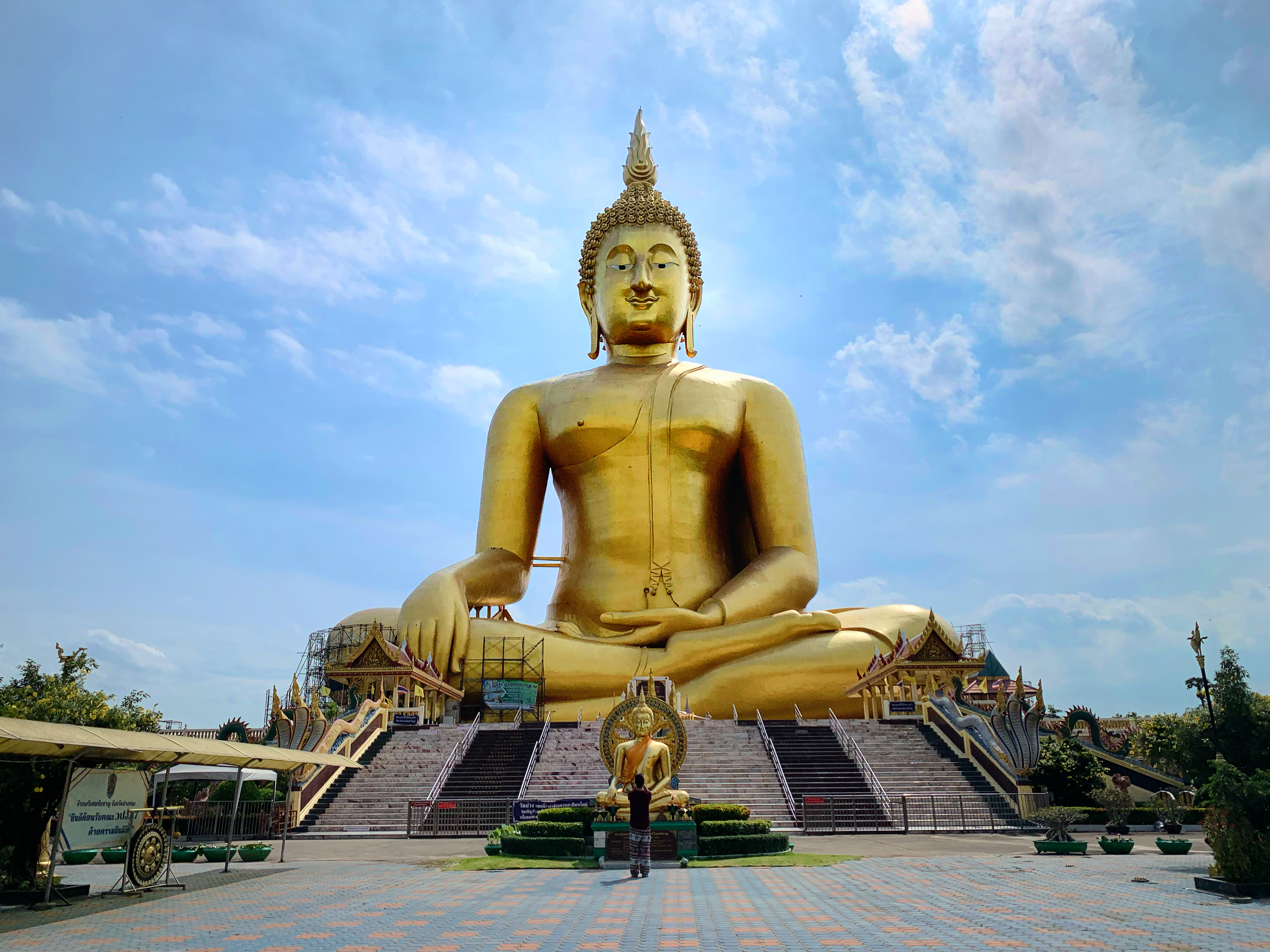
Die große Statue des Phra Buddha Maha Nawamin Sakayamuni Sri Wiset Chai Chan

- Luang Pho Yai (หลวงพ่อใหญ่) – die riesige sitzende Buddha-Statue ist wohl die eigentliche Sehenswürdigkeit des Tempels. Der Grundstein wurde am 9. März 1991 gelegt. Nach fast 16 Jahren Bauzeit wurden die Arbeiten am 16. Februar 2007 abgeschlossen, die gesamten Baukosten betrugen 104.261.089,65 Baht, die allein von Spendengeldern getragen wurden.[1] Noch bevor Luang Pho Kasem 2001 verstarb, legte er den Namen der Statue fest: Phra Buddha Maha Nawamin Sakayamuni Sri Wiset Chai Chan (พระพุทธมหานวมินทร์ศากยมุนีศรีวิเศษชัยชาญ).
Die Abmessungen der Statue:[1]
Höhe: 93 Meter
Breite auf Höhe der Knie: 62 Meter
Größe des Kopfes vom Kinn bis zum Haaransatz: 12 Meter, Gesamtgröße des Kopfes bis zur Spitze des Ushnisha: 26,5 Meter
- Kristall-Wihan (วิหารแก้ววัดม่วง, Wihan Kaeo) – die Versammlungshalle ist innen vollständig mit Spiegeln ausgekleidet, lebensgroße Bronzestatuen berühmter Mönche aus ganz Thailand sind entlang der Seitenwände aufgestellt.
- Der Lotos-Bot (พระอุโบสถกลางดอกบัว, Phra Ubosot Klang Dok Bua) – die Gebetshalle ist von einer „Kristallmauer“ (Kampheng Kaeo) umgeben, die aus riesigen rosa Blütenblättern der Lotosblume gebildet ist. Das Ungewöhnliche daran ist ihre kreisrunde Form.
- Schrein der Guanyin
- Der Höllengarten (แดนนรก, Daen Narok)[2] – am Fuße des Luang Pho Yai kann man sich in die buddhistische Hölle versetzt fühlen. Zahlreiche lebensgroße Zementfiguren zeigen in drastischen, teilweise makaberen Szenen, was dem Sünder in den verschiedenen Höllen blüht.